# Woodlands Wellington FC
El Woodlands Wellington FC fue un equipo de fútbol de Singapur que juega en la S.League, la liga de fútbol más importante del país.

## Historia

### Orígenes (1988/96)
Fue fundado en el año 1988 en la ciudad de Woodlands con el nombre Wellington FC por un grupo del Delhi Juniors, un equipo de fútbol amateur de Singapur fundados en la década de los años 40s considerados los pioneros del fútbol en Singapur, aunque por su nombre no tiene nada que ver con Nueva Zelanda.
En el año 1991 comenzaron a competir en los niveles amateur de Singapur, como en la Liga de Sembawang y la Liga de las Islas del Exterior, ganando ambos torneos, incluyendo una paliza al Seletar FC de 28-1, lo que es el resultado más abultado en la historia del fútbol de Singapur el 17 de noviembre.
Al año siguiente se unieron a la Liga Nacional de Fútbol de Singapur, iniciando en la Primera División de Singapur, siendo promovidos dos años más tarde, quedando campeones de la Primera División de Singapur en 1995 y subcampeones de copa, incluyendo una racha de 24 partidos consecutivos sin perder en el torneo de liga.

### Pasado Reciente (1996/2014)
El Wellington FC fue uno de los 8 equipos escogidos para jugar en la nueva S.League en 1996, cambiando de sede y adoptando el nombre que tienen actualmente.

### Incidente de Abandono en 2007
El la temporada 2007, el club abandonó el partido que jugaban ante el Tampines Rovers FC debido a las decisiones del árbitro en el partido, con lo que fueron multados con $30.000 y la deducción de 6 puntos en la tabla.

### Desaparición
El club sale de la Liga Premier de Singapur en noviembre de 2014 luego de que el club intentara fusionarse con el Hougang United FC, siendo reemplazado por ellos en la temporada 2015 en una fusión que nunca se concretó.
El club termina desapareciendo en 2016.

## Estadio

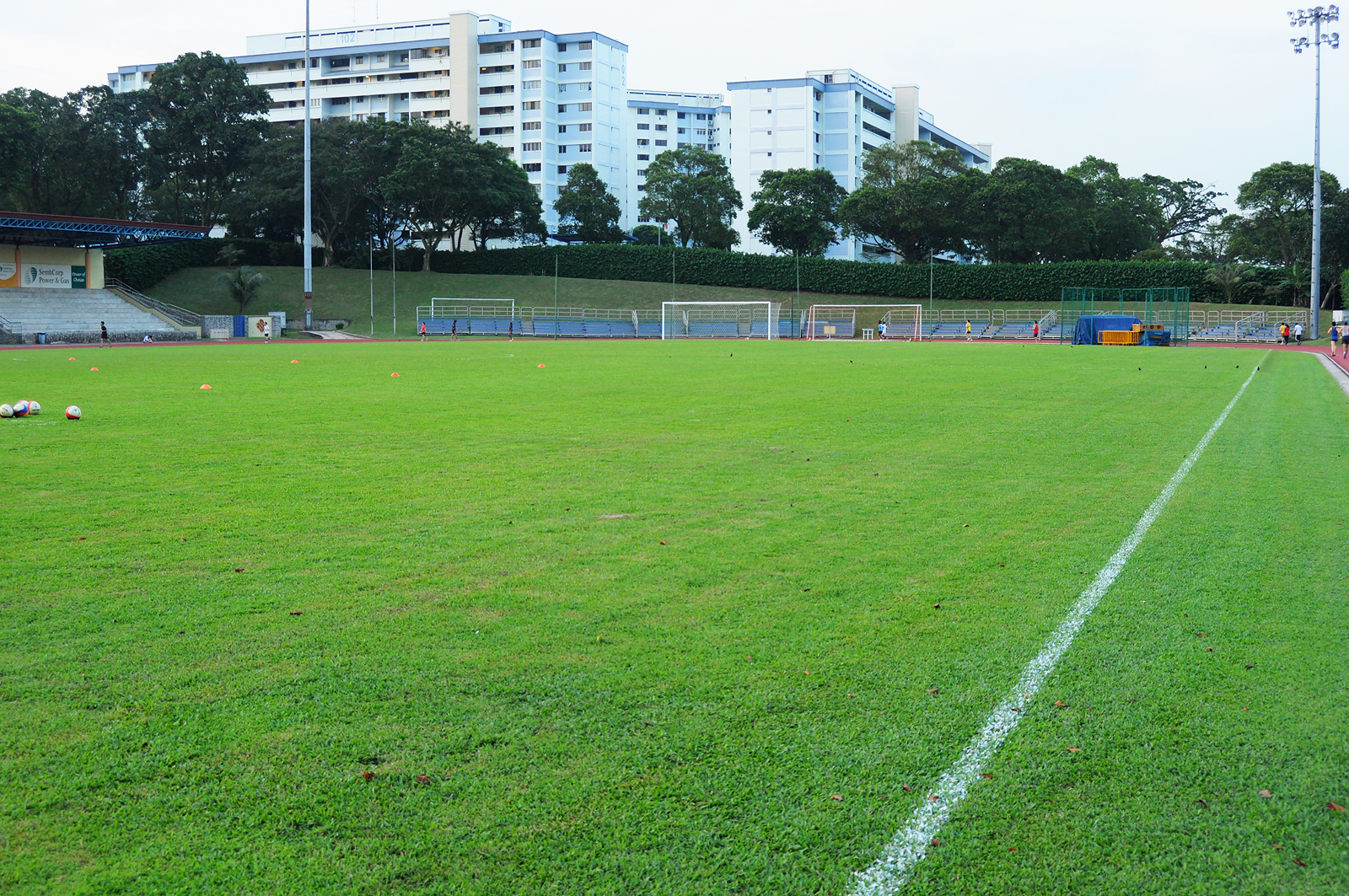
El Woodlands Stadium.

El club juega sus partidos en el Woodlands Stadium, el cual es usado principalmente para jugar fútbol, y también es utilizado para entrenamientos. Fue inaugurado oficialmente en agosto de 1989 como parte de un complejo de 8 hectáreas que componen el Woodlands Sports Complex, el cual también cuenta con una piscina y un salón bajo el mandato del Consejo de Deportes de Singapur.
El estadio es de superficie natural y también funciona para practicar atletismo, uno de los tres estadios en todo el país que tiene estas características. Su capacidad es para 4.050 espectadores.

## Uniforme
| Proveedor | Proveedor |
| Periodo   | Marca     |
| --------- | --------- |
| 1996–2004 | Lotto     |
| 2005      | Kappa     |
| 2006–2008 | Diadora   |
| 2009–2010 | Umbro     |
| 2011      | Mitre     |
| 2012      | Acono     |
| 2013      | Waga      |
| 2016      | Vonda     |

| Patrocinador | Patrocinador |
| Periodo      | Marca        |
| ------------ | ------------ |
| 1996–1998    | Bandai       |
| 1999–2000    | No hubo      |
| 2001–2010    | Sembcorp     |
| 2011–2012    | No hubo      |
| 2013–2016    | ESW          |

### Evolución

#### Local
| 1996 | 1998 | 2001 | 2002–2003 | 2004 | 2005 | 2006 |  |
| 2007 | 2008 | 2009 | 2010      | 2011 | 2012 | 2013 |  |

#### Visita
| 1996 | 1998 | 1999 | 2005 | 2006 | 2007 | 2008 |
| 2009 | 2010 | 2011 | 2012 | 2013 |      |      |

#### Tercero/Especial
| 2006 | 2008* |  | 2009 | 2012 | 2013 |  |

*El tercer uniforme de 2007 fue usado como uniforme de local en 2008.

## Gerencia
| Puesto                 | Nombre                  |
| ---------------------- | ----------------------- |
| Supervisor             | Ellen Lee Geck Hoon     |
| Presidente             | Hussainar K. Abdul Aziz |
| Vicepresidente         | Winson Song Ying Kong   |
| Tesorero Honorario     | Keith Tee Tan           |
| Gerente del Club       | Eric Loh                |
| Gerente de Operaciones | Steven Li               |
| Contabilidad           | Frances Chow            |

- Fuente:[6]

## Palmarés
- Copa de la Liga de Singapur: 1

2007

## Participación en competiciones de la AFC
| Temporada | Torneo           | Ronda | Club     | Casa | Visita | Global |
| --------- | ---------------- | ----- | -------- | ---- | ------ | ------ |
| 1998/99   | Recopa de la AFC | 1     | Sinthana | 1-1  | 1-4    | 2-5    |